# Musa Qaleh (distrikt)
Musa Qaleh är ett distrikt i Afghanistan. Det ligger i provinsen Helmand, i den centrala delen av landet, 500 km sydväst om huvudstaden Kabul. Administrativ huvudort är Musa Qaleh.
Distriktet beräknades år 2022 ha cirka 126 000 invånare.